# Erythranthe moschata
Erythranthe moschata är en gyckelblomsväxtart som först beskrevs av David Douglas och John Lindley, och fick sitt nu gällande namn av Guy L. Nesom. Erythranthe moschata ingår i släktet Erythranthe och familjen gyckelblomsväxter. Inga underarter finns listade i Catalogue of Life.